# Костур, Матуш
Матуш Костур (словац. Matúš Kostúr; род. 28 марта 1980 года, Банска-Бистрица, Чехословакия) — словацкий хоккеист, вратарь. Выступает за клуб польской Экстралиги «ГКС Катовице».

## Карьера
Выступал за ХК «Банска Быстрица», ХК «Зволен», ХК «Нитра», «Колумбус Коттонмаутс» (ECHL), «Олбани Ривер-Рэтс» (АХЛ), «Огаста Линкс» (ECHL), «Рига-2000», «Динамо» (Минск), «Керамин» (Минск), «Шахтер» (Солигорск), ХК 05 Банска Быстрица, ХК Попрад.
В составе национальной сборной Словакии провел 2 матча.